# Bottna församling
Bottna församling är en församling i Tanums pastorat i Norra Bohusläns kontrakt i Göteborgs stift. Församlingen ligger i Tanums kommun i Västra Götalands län.
Församlingen ligger söder om Kville församling och sydöst om Svenneby församling.

## Administrativ historik
Församlingen har medeltida ursprung. 
Församlingen har till 2018 varit annexförsamling i pastoratet Kville, Bottna och Svenneby som från 1995 även omfattar Fjällbacka församling. Från 2018 ingår församlingen i Tanums pastorat.
Vid en brand i Kville prästgård 1904 förstördes pastoratets arkiv och därmed kyrkböcker för släktforskning.

## Kyrkor
- Bottna kyrka